# Пришелец (фильм, 2018)
«Прише́лец» — российский фантастический фильм режиссёра Александра Куликова. В главных ролях снялись сам Александр Куликов и Андрей Смоляков. Премьера фильма в России состоялась 8 ноября 2018 года.

## Сюжет
Середина XXI столетия. Россия выходит на новый уровень, проводя первый в истории пилотируемый полёт на Марс. На борту находится опытный космонавт Александр Чапаев. Сам полёт проходит успешно, тем не менее, в момент входа в атмосферу чужой планеты посадочный модуль задевает метеоритным дождём, а потом сам он попадает в гигантский смерч. Чтобы спасти коллег, дав им вернуться на Землю, Чапаев вручную отстыковывает рабочий модуль корабля и вместе с ним падает на поверхность Марса. В результате падения Александр остаётся жив, но модуль сломан, системы жизнеобеспечения повреждены.
На Земле руководитель Центра управления полётами Александр Ковалёв решает во что бы то ни стало спасти космонавта. Он узнаёт, что питание в модуле было рассчитано на 30 месяцев, но энергии хватит всего на 13. В диалоге с Чапаевым выясняется, что вместе с Ковалёвым они вместе когда-то служили в армии и вообще являются друзьями детства. Ковалёв просит правительство дать ему месяц на то, чтобы придумать возможность вернуть космонавта и своего товарища.
Проходит несколько суток, и Чапаев быстро становится сначала российской, а вскоре и мировой знаменитостью. Ролики трансляции с Марса (подобные видеоблогу) стремительно набирают большое количество просмотров в соцсетях. Между тем Ковалёв, понимая, что запуск нового модуля на Марс ради спасения друга невозможен без дополнительного финансирования, получает предложение от некоего медиамагната Рэндольфа превратить пребывание Чапаева на Марсе в реалити-шоу, транслируя в прямом эфире вид с камер внутри модуля. В отчаянии он соглашается.
Последующее время Чапаев в ожидании спасения посвящает самопознанию, чтению книг, игре на планшете, а также при помощи дистанционного виртуального управления исследует саму планету посредством робота-следопыта БАРСа (его Чапаев ласково называет «Барсик»). Робот натыкается на странные электромагнитные бури, о которых ранее никто не знал и которые передвигаются подобно разумному существу. Чапаев испытывает необычные ощущения при контакте с «бурями» и сообщает о них на Землю. Однако в ЦУПе ему отвечают, что никаких бурь аппаратурой не зафиксировано и, возможно, у космонавта просто развились галлюцинации на почве одиночества. Одновременно между Чапаевым и психологом экспедиции Анной развиваются лирические отношения. 
Тем временем набравшее популярность шоу требует всё больших ресурсов. Запасы энергии в модуле стремительно иссякают. Рэндольф требует от Чапаева активности, и, не получив желаемого результата, решает подменить Чапаева в эфире телешоу компьютерным клоном. Шоу быстро наполняется пошлым юмором и политической рекламой, главным заказчиком которой становится стремящийся в президенты министр Рогачёв, а деньги, собранные на экспедицию по возвращению Чапаева, потрачены на оплату этой пиар-кампании. Рэндольф, желая усмирить зарвавшегося политика и показать, кто на самом деле хозяин шоу, устраивает в прямом эфире разоблачение подмены космонавта актёром-клоном. Телезрителям становится очевидно, что никакого Чапаева нет. Им сообщают в новостях, что на самом деле космонавт якобы погиб ещё при крушении корабля.
Отстранённый от должности Ковалёв, используя боевые навыки бывшего морпеха, прорывается в ЦУП и в последнем сеансе радиосвязи с Чапаевым сообщает ему об этих новостях, об отсутствии возможности спасения и о том, что в глазах всех землян Чапаева не существует.
Чтобы доказать всем, что он есть, Чапаев устраивает на модуле взрыв, который заметен с Земли, и уходит навстречу Вселенной, которая поглощает его.

## В ролях
- Андрей Смоляков — Александр Михайлович Ковалёв, руководитель полётов (отсылка к Сергею Королёву)
- Анна Банщикова — Анна, психолог ЦУПа
- Григорий Сиятвинда — Гриша Стар, телевизионщик (отсылка к Тимати)
- Максим Виторган — Пётр Новиков, связист ЦУПа
- Юрий Цурило — Алексей Алексеевич Рогачёв, министр (отсылка к Дмитрию Рогозину)
- Александр Куликов — Александр Чапаев, капитан корабля (отсылка к Юрию Гагарину)
- Евгения Шипова — ведущая телеканала
- Борис Моисеев — Роман Альбертович Рэндольф, президент телекорпорации (отсылка к Аркадию Ротенбергу)
- Алексей Петрухин — помощник начальника СК

## Создание фильма
Сюжет фильма был придуман Михаилом Расходниковым в 2007 году, сценарий написан в 2009 году под рабочим названием «Марсианин». В том же году автор, по его словам, разослал готовый сценарий многочисленным кинокомпаниям. Ответ он получил только от компании «Семь Арт». В 2012 году фильм был запущен в производство, в 2014 году в сети появился первый трейлер картины. Фильм планировалось выпустить в конце 2015 года под названием «Марсианин».
В 2015 году вышел фильм режиссёра Ридли Скотта с Мэттом Деймоном в главной роли с аналогичным названием «Марсианин», основанный на романе Энди Вейера, который написан только в 2011 году. Завязки сюжетов были схожи: космонавт застрял на Марсе из-за аварии, и его пытаются спасти. Михаил Расходников обвинил авторов фильма в плагиате и подал в суд на компанию «20th Century Fox», утверждая, что отправлял свой сценарий и в её российское подразделение «Двадцатый Век Фокс СНГ». Иск был отклонён.
Чтобы избежать сравнения с фильмом Ридли Скотта, сценарий был сильно изменён, а в картине пришлось многое переснимать заново. Сначала название фильма было изменено на «Космонавт», а дата выхода сдвинута на 2017 год. Позже название было изменено на «Пришелец», а дата выхода назначена на 2018 год.
28 ноября 2016 года при крушении вертолёта погиб режиссёр фильма и исполнитель главной роли Александр Куликов. Фильм доделывался режиссёром постпроизводства кинокомпании «Союз Маринс Групп» Беатой Соколовой.
Песню «Я лечу за тобой» для саундтрека фильма исполнила певица Валерия.

## Прокат
По данным «Бюллетеня кинопрокатчика», при бюджете в 350 млн рублей фильм собрал всего лишь 14,4 млн рублей. Это один из самых убыточных проектов российского кино в 2018 году — по разным методикам подсчёта, самый убыточный либо третий среди самых убыточных (первый после фильмов «Гофманиада» и «Спитак»).

## Отзывы и оценки
Фильм получил неоднозначные отзывы критиков и оценки ниже средних. По данным агрегатора «Критиканство», он получил среднюю оценку 5,4 из 10, по данным «Мегакритик» — 5 из 10. Положительно о фильме отзывались в издании Афиша Mail.ru, отрицательно — Time Out, 25-й кадр, нейтрально — InterMedia, Кино-Театр, ivi. «Пришельца» постоянно сравнивали с фильмом «Марсианин» Ридли Скотта в пользу последнего — так, журнал «Мир фантастики» полностью посвятил обзор этому сравнению.
В ноябре 2019 года известный видеоблогер и кинокритик Евгений Баженов в одном из своих обзоров сослался на то, что сценарий фильма был нарочито видоизменён после смерти Куликова, в очередной раз с целью получения финансирования от Минкульта и Фонда кино.